# آسیب
آسیب یا خسارت (به انگلیسی: Damage) عبارت است از هرگونه تغییر در یک چیز، اغلب یک جسم فیزیکی، که آن را از حالت اولیه خود دور می‌کند. به‌طور کلی آسیب را می‌توان «تغییرات ایجاد شده در یک مجموعه که بر عملکرد فعلی یا آینده آن تأثیر منفی می‌گذارد» تعریف کرد. آسیب «لزوماً به معنای از بین رفتن کامل عملکرد مجموعه نیست، بلکه به این معنی است که سیستم دیگر به روش مطلوب خود کار نمی‌کند». آسیب به اجسام فیزیکی «فرایند فیزیکی پیشرونده ای است که طی آن جسم مذکور می‌شکند» : 1.  شامل تنش مکانیکی که ساختار را تضعیف می‌کند، حتی اگر اثرات آن قابل مشاهده نباشد. : ix. 